# アグスティン・ガインサ
アグスティン・ガインサ・ビカンディ（Agustín Gaínza Vicandi, 1922年5月28日 - 1995年1月6日）は、スペイン・ビスカヤ県バサウリ出身のサッカー選手・サッカー指導者。ポジションはFW。ピル(Piru)という愛称を持つ。選手時代はアスレティック・ビルバオ一筋であり、キャプテンを務めた。スペイン代表としては33試合に出場して10得点を挙げ、4位となった1950 FIFAワールドカップ・ブラジル大会でキャプテンを務めた。

## 経歴

### 選手時代

#### クラブ
バスク地方のビスカヤ県バサウリに生まれた。1939年1月15日、ビスカヤ県選手権のSDエランディオ・クラブ戦で公式戦デビューした。この時のガインサはまだ16歳7か月18日であり、1914年にデビューしたドミンゴ・アセドに次いでクラブ史上2番目の年少出場記録となった。なお、2009年にはイケル・ムニアインがガインサの記録を塗り替えており、ガインサの記録はクラブ史上3番目の年少出場記録となった。1940年10月13日のエルクレスCF戦でプリメーラ・ディビシオンデビューした。
20歳だった1942-43シーズンには初めて二桁得点（10点）を記録し、プリメーラ・ディビシオンとコパ・デル・ヘネラリシモとの2冠を達成した。コパ・デル・ヘネラリシモでは1944-45シーズンまで3連覇している。1948-49シーズンにも二桁得点を記録し、三度目の二桁得点を記録した1949-50シーズンにはコパ・デル・ヘネラリシモで4度目の優勝を果たした。1954-55シーズンにはコパ・デル・ヘネラリシモで5度目の優勝を記録し、1955-56シーズンには13年ぶりにリーグ&カップの2冠を達成した。ガインサと一緒にプレーした選手には、ラファエル・イリオンド、ベナンシオ、テルモ・サラ、ホセ・ルイス・パニーソなどがいる。
36歳298日だった1959年3月にはセビリアFC戦で得点を記録しており、アスレティック・ビルバオの最年長得点記録を塗り替えた。1958-59シーズン終了後、37歳の時に現役引退した。19シーズンにわたってアスレティック・ビルバオ一筋でプレーし、リーグ戦では380試合に出場して120得点を挙げた。アスレティック・ビルバオでの公式戦の出場試合数は494試合にも上った。プリメーラ・ディビシオンで2回、コパ・デル・ヘネラリシモで7回、コパ・エバ・ドゥアルテで1回優勝しており、計10個のタイトルを獲得している。
コパ・デル・ヘネラリシモでは決勝戦に9回出場しているが、これはホセ・マリア・ベラウステと並んで最多出場記録である。コパ・デル・ヘネラリシモでは計99試合に出場しており、これは歴代最多出場記録である。1947年のセルタ・デ・ビーゴとの準々決勝セカンドレグ（12-1で勝利）では8得点を挙げており、これは同大会における1試合個人最多得点記録である。

#### スペイン代表
1945年3月11日のポルトガル代表との親善試合でスペイン代表デビューした。1950 FIFAワールドカップ・ブラジル大会欧州予選では2試合に出場。1950年の本大会ではクラブ同様にキャプテンを務め、スペイン代表の5試合すべてに出場した。スペイン代表は2次リーグで敗退したが、過去最高位の4位となった。1954 FIFAワールドカップ・スイス大会欧州予選では2試合に出場した。スペイン代表としては計33試合に出場して10得点を挙げた。

### その後
1965年にはアスレティック・ビルバオの監督に就任。1965-66シーズンは14勝6分10敗で5位となった。1966-67シーズンには11勝9分10敗で7位となった。1967-68シーズンには11勝10分9敗でやはり7位となった。1968-69シーズンは開幕から6試合で1勝1分4敗と低迷し、6節を終えた時点で解任された。後任はかつてともにプレーしたラファエル・イリオンドであり、イリオンドは1969年のコパ・デル・ヘネラリシモでアスレティック・ビルバオを優勝に導いている。
1995年1月6日、故郷のバサウリで死去した。72歳だった。1997年には彫刻家のホセ・マヌエル・アルベルディによってガインサの靴を模したブロンズ像が2体製作された。1体は故郷のバサウリ市内に展示され、もう1体はアスレティック・ビルバオの練習施設であるレサマに展示されている。

## 家族
兄のミゲル・ガインサ(1920-1986)もサッカー選手である。ミゲルは1944年から1949年までアスレティック・ビルバオで、1949年から1952年までバラカルドCFでプレーしており、アスレティック・ビルバオでは兄弟一緒にプレーした経験がある。

## タイトル

### 選手として
- プリメーラ・ディビシオン (2) : 1942–43, 1955–56
- コパ・デル・ヘネラリシモ (7): 1943, 1944, 1944–45, 1949–50, 1955, 1956, 1958
- コパ・エバ・ドゥアルテ (1): 1950
- モンチン・トリアナ賞（スペイン語版） : 1955

### 指導者として
- コパ・デル・ヘネラリシモ (1): 1969